# Sytuacja prawna i społeczna osób LGBT w Ameryce Południowej

## Prawo wobec kontaktów homoseksualnych
Małżeństwo osób tej samej płci
     Rejestrowany związek partnerski
     Brak statusu lub status nieznany
     Małżeństwo osób tej samej płci zakazane przez konstytucję
     Kontakty seksualne między osobami tej samej płci karane

Status prawny związków osób tej samej płci w Ameryce Południowej:
Małżeństwo osób tej samej płci
Rejestrowany związek partnerski
Brak statusu lub status nieznany
Małżeństwo osób tej samej płci zakazane przez konstytucję
Kontakty seksualne między osobami tej samej płci karane

Kontakty homoseksualne są legalne w 11 z 12 suwerennych państw Ameryki Południowej oraz dwóch terytoriach zależnych – Gujanie Francuskiej i Falklandach. Jako pierwsza zalegalizowała je w 1830 roku Brazylia, a jako ostatnie w 1998 roku Boliwia, Chile i Ekwador. W Gujanie obowiązuje zakaz kontaktów homoseksualnych pomiędzy mężczyznami.
Wiek osób legalnie dopuszczających się kontaktów homo- i heteroseksualnych zrównano w 9 spośród 13 autonomicznych krajów Ameryki Południowej oraz w Gujanie Francuskiej (gdzie obowiązuje prawo francuskie). Spośród państw i terytoriów zależnych, w których homoseksualizm jest legalny, nierówny próg wiekowy dla inicjacji seksualnej (wyższy dla kontaktów homoseksualnych) zachowano w Chile i Surinamie oraz Falklandach (nie obowiązuje tam prawo brytyjskie).

## Ochrona prawna przed dyskryminacją
W pięciu krajach Ameryki Południowej istnieją ogólnokrajowe przepisy zapewniające ochronę przed dyskryminacją przez wzgląd na orientację seksualną we wszystkich dziedzinach życia lub tylko w miejscu pracy. Boliwia i Ekwador podobny zakaz zawarły w konstytucji. Tego typu przepisy wprowadziły również Urugwaj i Wenezuela. W Brazylii i Argentynie prawo zapewnia taką ochronę tylko w pewnych regionach (państwa te są federacjami). Urugwaj jest jedynym państwem kontynentu, które zabrania podburzania do nienawiści przez wzgląd na orientację seksualną.
Geje są wykluczeni ze służby wojskowej z powodu swojej orientacji seksualnej w Gujanie i Wenezueli. W ostatnich latach wiele państw Ameryki Południowej usunęło ze swojego ustawodawstwa taki zakaz, np. Kolumbia w 1999 roku, Peru w 2004 roku czy Argentyna w 2009 roku.

## Uznanie związków tej samej płci
Małżeństwa osób tej samej płci
Obecnie małżeństwa osób tej samej płci są legalne w Argentynie, Brazylii, Urugwaju, Ekwadorze i Kolumbii. 
Związki partnerskie
Związki partnerskie są obecnie uznawane na kontynencie południowoamerykańskim w Brazylii, Chile, Ekwadorze, Kolumbii oraz Urugwaju. Ponieważ na Gujanie Francuskiej obowiązuje francuskie prawo, pary homoseksualne od 1999 roku mogą tam zawierać Pacte civil de solidarité.

## Sytuacja prawna osóbLGBTw poszczególnych krajach Ameryki Południowej
| Państwo           | Legalność kontaktów seksualnych między osobami tej samej płci | Zrównanie wieku | Uznawanie związków osób tej samej płci | Małżeństwa osób tej samej płci | Adopcja dzieci przez pary tej samej płci | Służba wojskowa dla gejów | Zakaz dyskryminacji ze względu na orientację seksualną                                                                                       |
| ----------------- | ------------------------------------------------------------- | --------------- | -------------------------------------- | ------------------------------ | ---------------------------------------- | ------------------------- | --- |
| Argentyna         | legalne od 1886 r.                                            | Yes             | Yes                                    | od 2010                        | od 2010                                  | od 2009                   | 1 |
| Boliwia           | legalne od 1998 r.                                            | Yes             | No                                     | No                             | No                                       | Yes                       | Yes |
| Brazylia          | legalne od 1830 r.                                            | Yes             | Yes                                    | od 2013                        | Yes                                      | Yes                       | 1 ogólny w stanach Bahía, Mato Grosso, Sergipe, Minas Gerais i Santa Catarina oraz w ponad 80 municypiach (m.in. São Paulo i Rio de Janeiro) |
| Chile             | legalne od 1998 r.                                            | No              | od 2015                                | No                             | No                                       | Yes                       | Od 2012 r. |
| Ekwador           | legalne od 1998 r.                                            | Yes             | Yes                                    | od 2019                        | No                                       | Yes                       | ogólny zakaz zawarty w konstytucji z 1998 r.                                                                                                 |
| Gujana            | nielegalne pomiędzy mężczyznami                               | No              | No                                     | No                             | No                                       | No                        | No |
| Kolumbia          | legalne od 1981 r.                                            | Yes             | Yes                                    | od 2016                        | od 2015                                  | Yes                       | Yes |
| Paragwaj          | legalne od 1924 r.                                            | Yes             | No                                     | No                             | No                                       | Yes                       | No |
| Peru              | legalne od 1924 r.                                            | Yes             | No                                     | No                             | No                                       | Yes                       | ogólny od 2004 r. |
| Surinam           | legalne od 1944 r.                                            | No              | No                                     | No                             | No                                       | Yes                       | No |
| Urugwaj           | legalne od 1934 r.                                            | Yes             | od 2008 r.                             | od 2013                        | od września 2009 r.                      | Yes                       | ogólny od 2004 r. |
| Wenezuela         | legalne                                                       | Yes             | No                                     | No                             | No                                       | No                        | w miejscu pracy od 1999 r. |
| Gujana Francuska3 | legalne                                                       | Yes             | francuski PACS od 1999 r.              | od 2013 r.                     | od 2013 r.                               | Yes                       | ogólny od 2001 r. |
| Falklandy4        | legalne                                                       | No              | No                                     | No                             | No                                       | Yes                       | No |

1 tylko regionalnie

2 ale w 2005 r. sąd w São Paulo przyznał opiekę nad dziećmi homoseksualnej parze

3 departament zamorski Francji

4 terytorium zależne Wielkiej Brytanii

## Życie osóbLGBTw Ameryce Południowej
| Czy homoseksualizm powinien być akceptowany przez społeczeństwo? (2007) | Tak | Nie |
| ----------------------------------------------------------------------- | --- | --- |
| Argentyna                                                               | 72  | 21  |
| Boliwia                                                                 | 44  | 49  |
| Brazylia                                                                | 65  | 30  |
| Chile                                                                   | 64  | 31  |
| Peru                                                                    | 51  | 43  |
| Wenezuela                                                               | 47  | 50  |

Źródło: Pew Global Attitudes Project
W wielu krajach południowoamerykańskich (Boliwia, Chile, Ekwador, Peru) policja nadal stosuje nieuzasadnione aresztowania oraz przemoc wobec osób homoseksualnych.
W większości państw Ameryki Południowej corocznie odbywają się parady mniejszości seksualnych. Manifestacja gejów i lesbijek w São Paulo jest największą tego typu imprezą na świecie. W 2007 roku wzięło w niej udział około 3,5 miliona osób.